# فرانک آتسو
اِدِم کوملان فرانک آتسو (به انگلیسی: Edem Komlan Franck Atsou) (زادهٔ ۱ اوت ۱۹۷۸ در لومه، توگو) بازیکن فوتبال توگویی است. او بازیکن پیشین تیم‌های الهلال، ابومسلم، پرسپولیس و استقلال اهواز است و سابقهٔ بازی در تیم ملی فوتبال توگو و جام جهانی فوتبال ۲۰۰۶ را در کارنامهٔ خود دارد.